# Ноннет
Ноннет (фр. nonnette, «маленькі черниці», від nonne, «монашка») — французька випічка, що нагадує невеликий пряник або паску; з меду, житнього борошна, зазвичай наповнений апельсиновим мармеладом чи медом. Його також зазвичай глазурують сумішшю яєчних білків, цукру та лимонного соку, і часто подають на Різдво. Ноннети, як правило, мають липку, вологу текстуру через глазур, пряний смак через поєднання кардамону, імбиру, кориці, мускатного горіха та перцю.

## Історія
Ранні записи показують, що вони були створені черницями в Середньовіччі, що відбилося в назві.
Пряники вважають фірмовою стравою Реймса в регіоні Шампань-Арденни, де їх готують виключно з апельсинового мармеладу, глазурованого яєчним білком і квітковим медом з Марни. Також можна приправити апельсиновою водою, драже, лимоном та «нонпарель». Реймс здавна славився своїми пряниками, у середині XVIII століття у ньому працювала дюжина майстрів з виготовлення імбирних пряників. Жителів Реймсу тоді прозвали «пожирателями імбирних пряників», а ноннети стали традиційним подарунком на свято Святого Миколая. Вони експортувалися завдяки ярмаркам Реймса у Париж та великі міста півночі та сходу Франції. Архіканцлер Імперії Камбасерес регулярно замовляв ноннети з Реймса, було прийнято пропонувати їх при дворі відвідувачам. Таким чином, невеликий імбирний пряник із джемом став у XVIII столітті одним із основних кондитерських виробів міста Реймса. За традицією ними закушують шампанське.
В даний час тільки компанія Maison Fossier все ще виробляє ноннети з Реймса, тому що варіант ноннеток з Діжона та Бургундії, що допускає начинку з абрикосу, чорної смородини, і глазур з фруктового сиропу з медом, витіснили фірмову страву Реймса наприкінці XIX сторіччя. Ноннети здавна готували у французькому Діжоні. Діжонські ноннети наразі широко популяризують місцеві виробники. Наприклад Mulot & Petitjean, хлібопекарської компанії, заснованої в Діжоні в 1796 році, яка почала упаковувати і продавати ноннетки широкому загалу.
Різновиди ноннет відомі і Лотарингії в Баккаре, і Ліоні, і навіть у південніших регіонах.

## Галерея

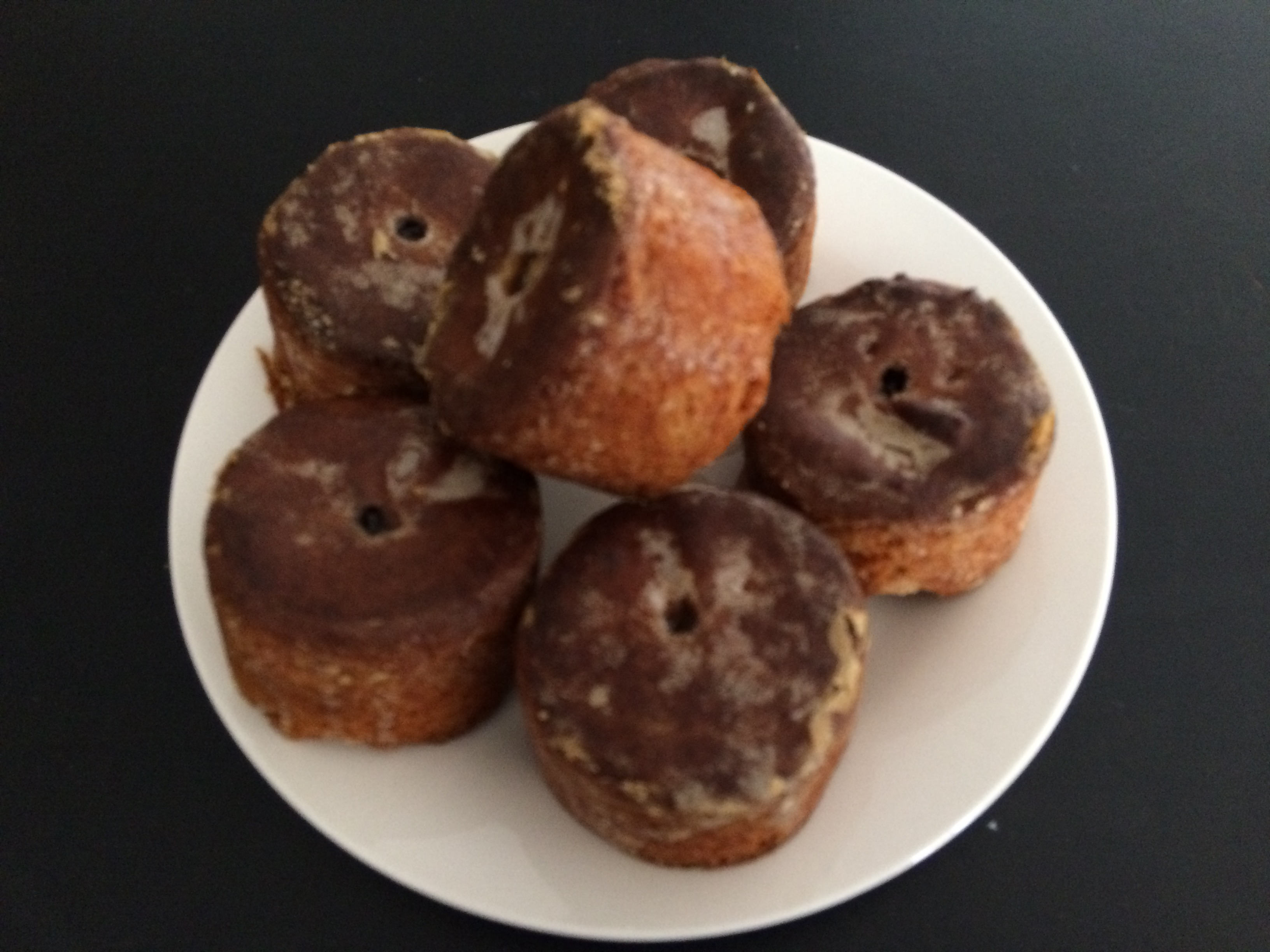
Глазуровані ноннети
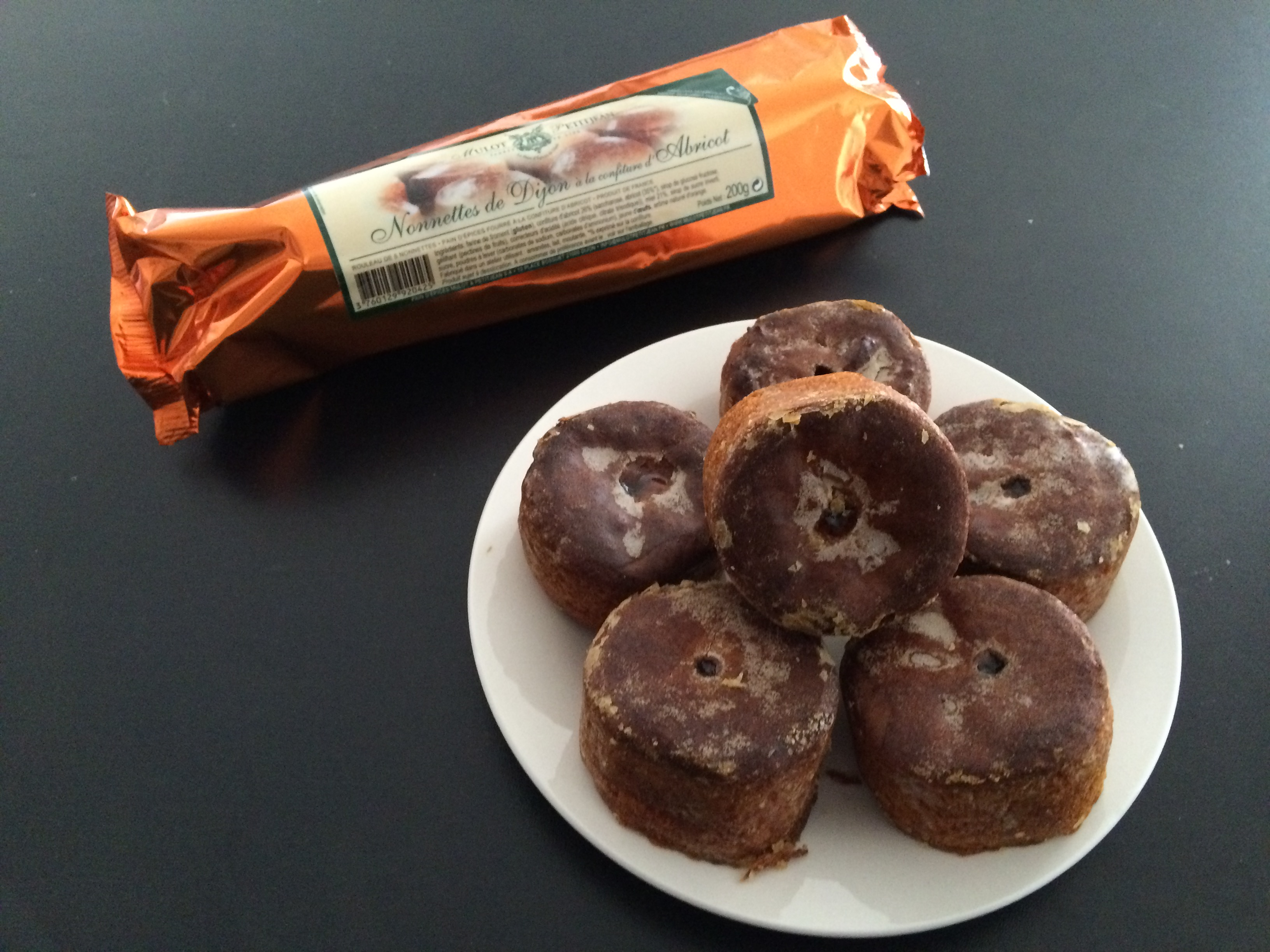
Ноннеті з Діжона компанії Mulot & Petitjean
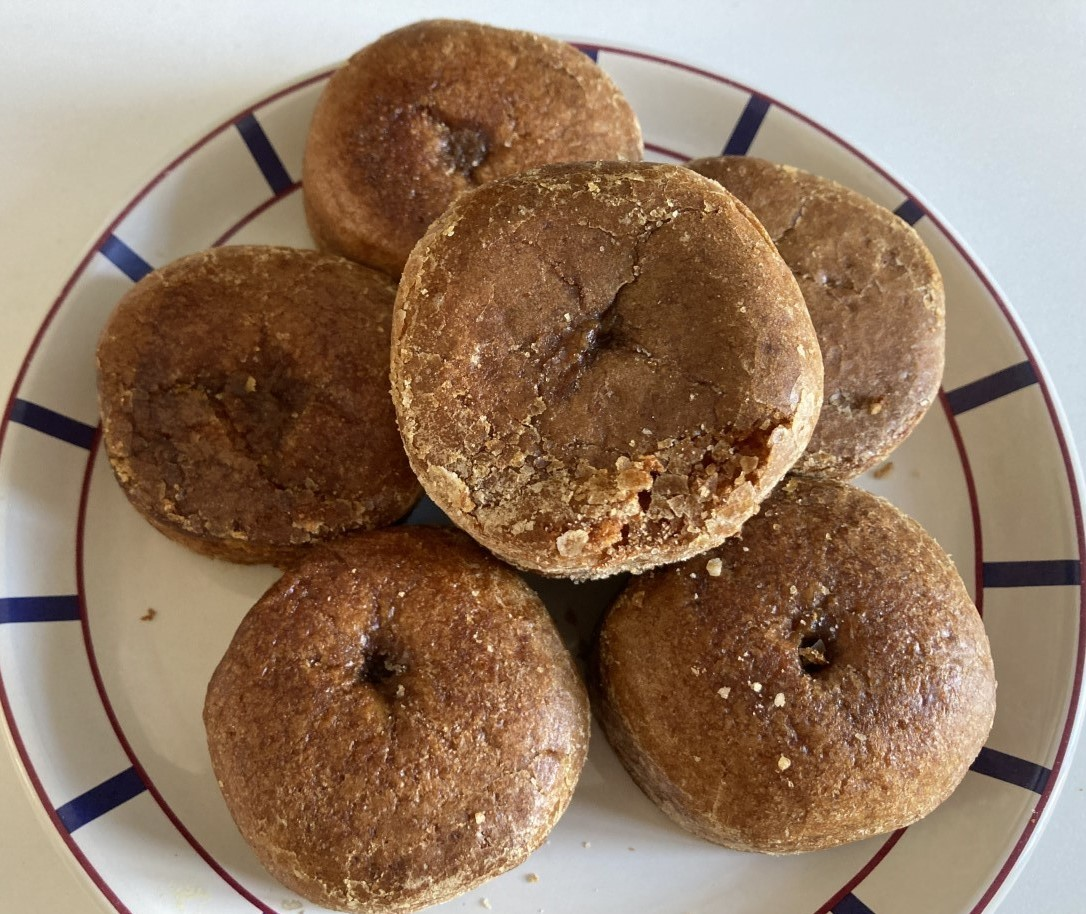
Складені ноннети
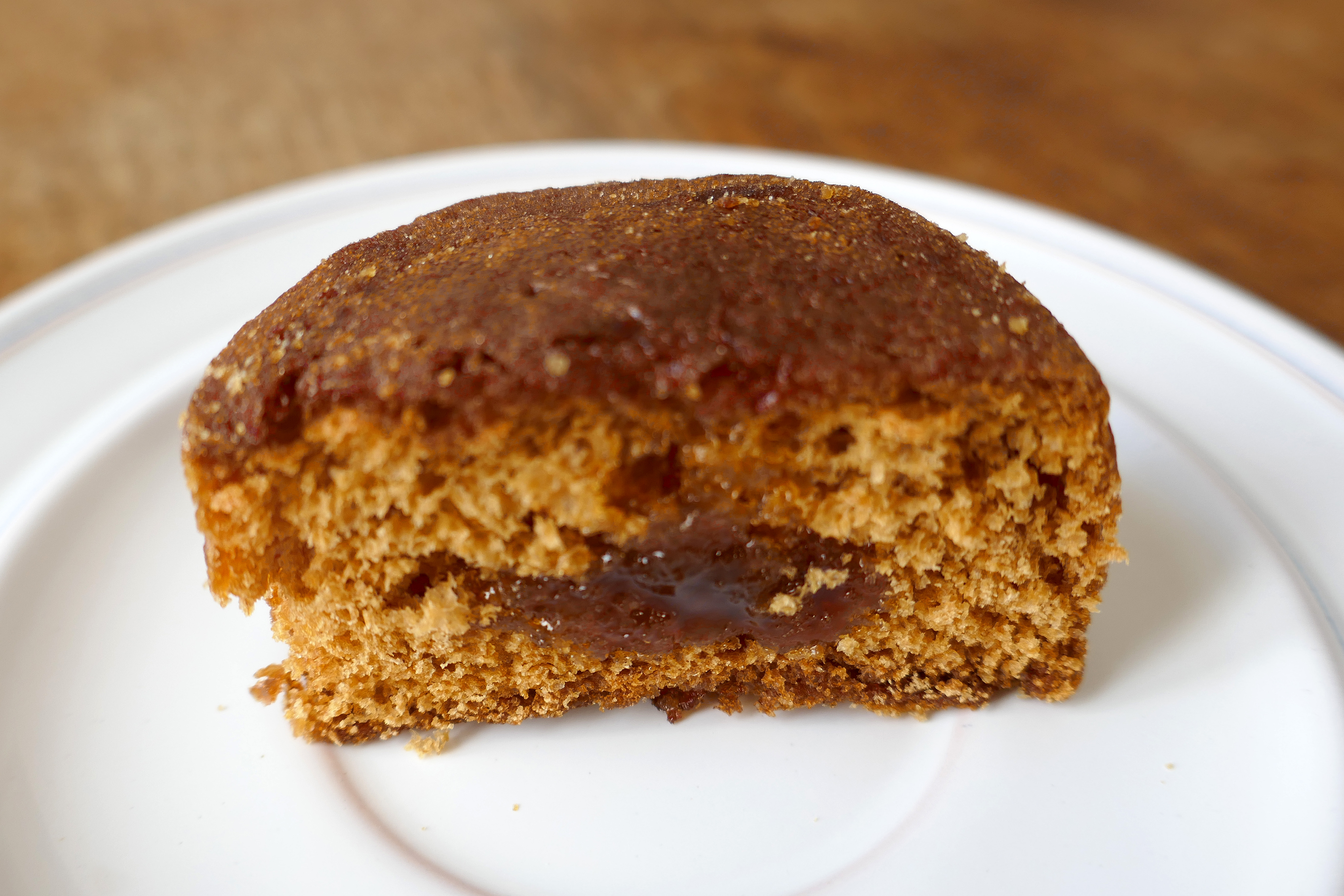
Розрізання ноннет